# Grodzisk (powiat siemiatycki)
Grodzisk – osada w Polsce położona w województwie podlaskim, w powiecie siemiatyckim, w gminie Grodzisk.
Miejscowość jest siedzibą gminy Grodzisk, prawosławnej parafii św. Mikołaja i 
rzymskokatolickiej parafii Wniebowzięcia Najświętszej Maryi Panny

## Historia
Początek osady stanowiło ruskie grodzisko średniowieczne, którego wiek wedle pobieżnych badań archeologicznych przeprowadzonych w roku 1924 przez Romana Jakimowicza szacuje się na XI–XIII wiek. Do dziś zachował się fragment wałów obronnych okalających grodzisko. Jeszcze w XIX wieku liczono ich długość na około 160 sążni (ok. 280 m). Forma grodziska była owalna zbliżona do okrągłej, natomiast teren pośrodku był równinny. Wały zbudowano z drewnianych kłód przysypanych ziemią, która pozyskano z wykopów dookoła grodziska. Tak powstała też fosa. Z zewnętrznych umocnień do naszych czasów zachowała się tylko zachodnia część wałów. W roku 1548, Grodzisk Podlaski otrzymał prawa Miejskie, Natomiast w roku ok. 1870 stracił prawa miejskie w wyniku Powstania Styczniowego
Z 1601 r. pochodzi pierwsza pisemna wzmianka o istnieniu cerkwi w Grodzisku.
Według Pierwszego Powszechnego Spisu Ludności z 1921 r. Grodzisk liczył 274 mieszkańców (148 kobiet i 126 mężczyzn), zamieszkałych w 40 domach. Większość mieszkańców miejscowości, w liczbie 151 osób, zadeklarowała wyznanie prawosławne. Pozostali zgłosili kolejno: wyznanie rzymskokatolickie (89 osób) i wyznanie mojżeszowe (34 osoby). Jednocześnie większość mieszkańców ówczesnego Grodziska, w liczbie 266 osób, zgłosiła narodowość polską, pozostali podali: narodowość białoruską (5 osób) oraz narodowość żydowską (3 osoby). W okresie międzywojennym miejscowość była siedzibą gminy i znajdowała się w powiecie bielskim.
W latach 1954–1972 wieś należała i była siedzibą władz gromady Grodzisk. W latach 1975–1998 miejscowość należała administracyjnie do województwa białostockiego.

## Zabytki
- parafialna cerkiew prawosławna pod wezwaniem św. Mikołaja Cudotwórcy, z lat 1891–1893, nr rej.: 781 z 20.01.1994[9].

### Obiekty nieistniejące
- drewniana cerkiew unicka z 2 poł. XVII w., po 1839 prawosławna, od 1923 funkcjonująca jako kościół rzymskokatolicki pod wezwaniem Wniebowzięcia NMP, nr rej.:282 z 18.11.1966, w 2016 przeniesiona do miejscowości Koryciny

### Pozostałe obiekty
- parafialny kościół rzymskokatolicki pod wezwaniem Wniebowzięcia Najświętszej Maryi Panny z lat 1987-1990, modernistyczny